# 俗名 (生物学)

不同语言中的俗名，如“赤狐／红狐”（red fox）有所不同，而学名（Vulpes vulpes）则保持不变

在生物分类中，俗名（vernacular name）是指任何非拉丁学名的名称。
汉语“俗名”和英语“vernacular name”意义并不全等：
- 在汉语中，俗名又分普通名（common name）和别名（synonym），前者又称通名[2]，后者也叫异名、同物異名[3]。普通名是在该语言中被广泛接受使用名称；别名是普通名之外的其他所有俗名的统称[4]。

- 在英语中，一般将 vernacular name 等义于 common name[5][6]。

例如拉丁学名为 Armadillidium vulgare 的节肢动物，在汉语中，通名只有一个，称为寻常球鼠妇；别名则有多个，如球潮虫、西瓜虫、药丸虫等等。在英语中，则不论 vernacular name 或 common name 都是指 common pill-bug，common pill woodlouse，roly-poly等等这些日常称呼。
在生物学中，分类单元或生物体的俗名（也称为乡土名、英文名、口语名、国名、农名或其它非拉丁语名称）是基于日常生活中常用语言的名称。它通常与同一生物体的学名相对照，后者通常基于拉丁语。俗名可以频繁使用，但情况并非总是如此。